# St. Vitus (Burgharting)

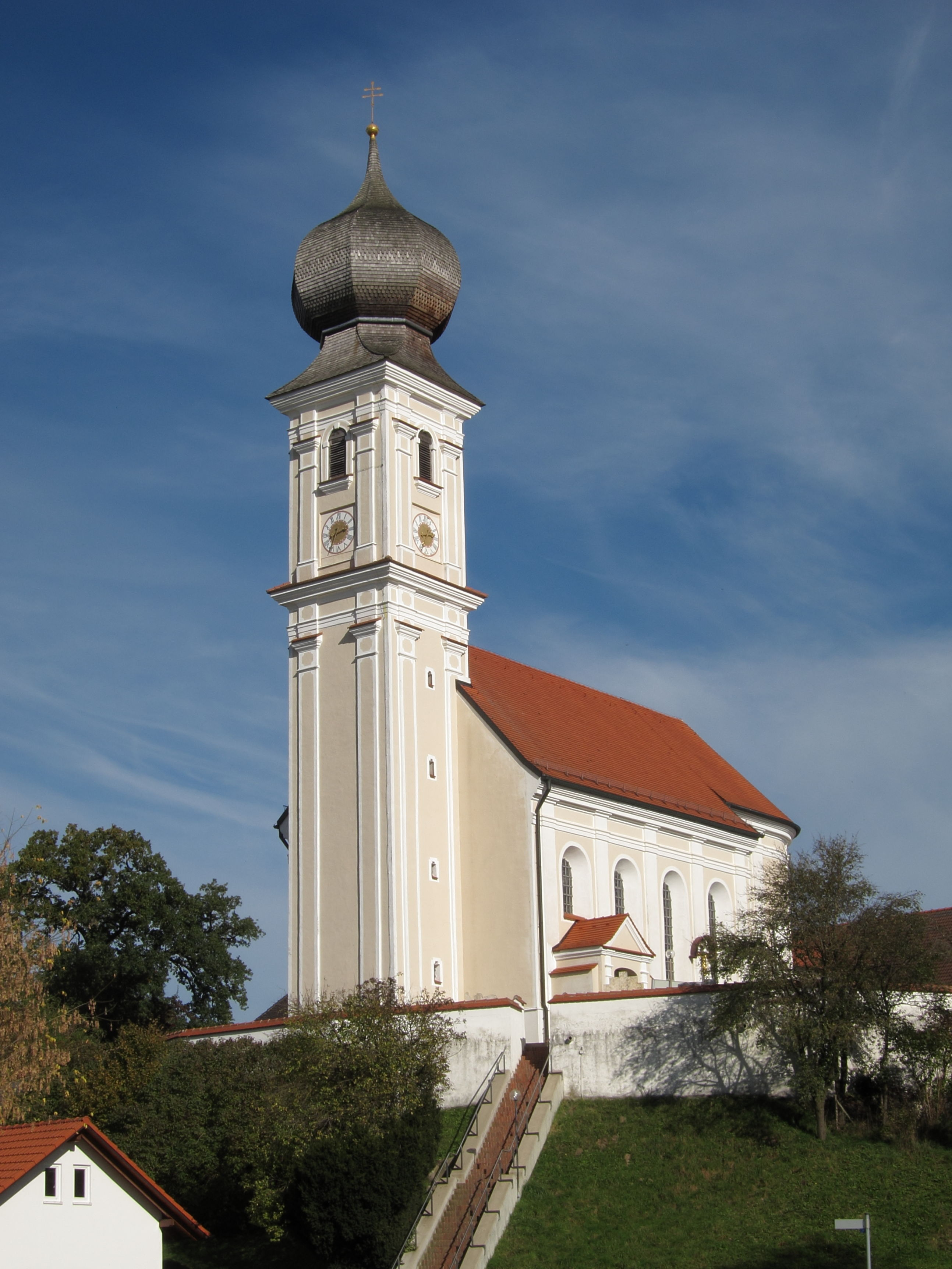
Pfarrkirche St. Vitus

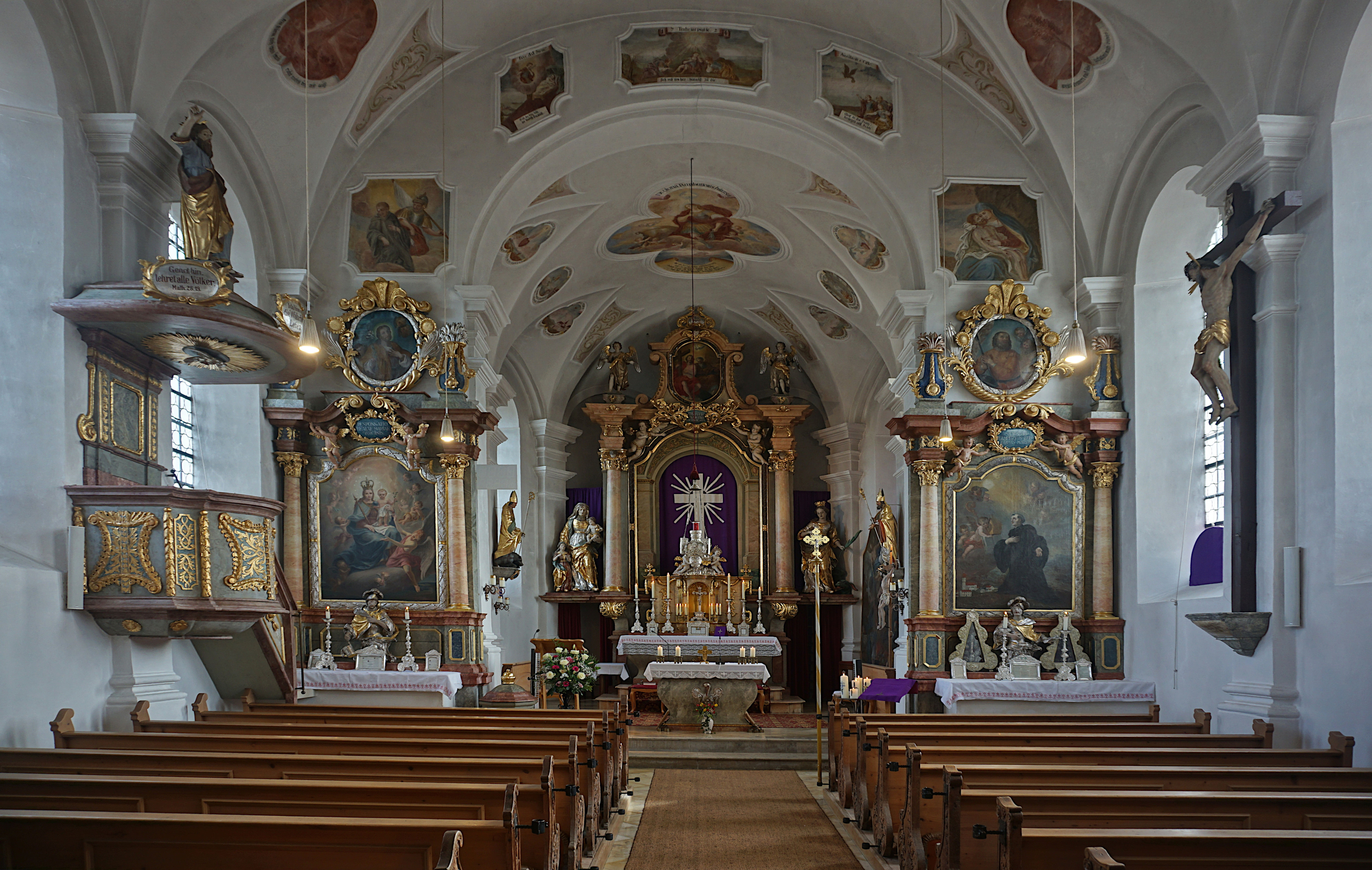
Innenraum St. Vitus

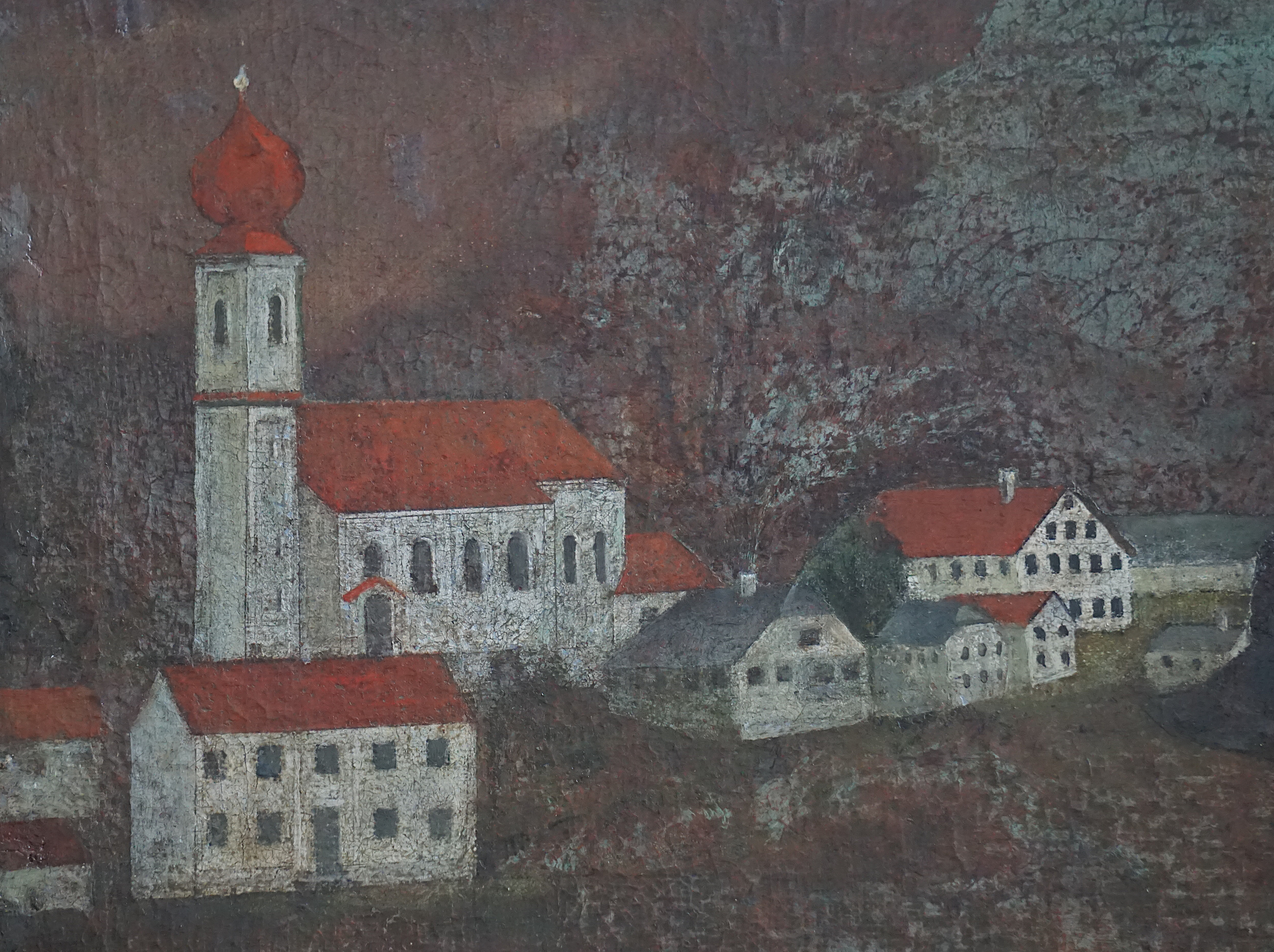
Darstellung von Burgharting im Altarblatt „St. Lampertus“

Die Kirche Sankt Vitus in Burgharting in der oberbayerischen Gemeinde Kirchberg (Oberbayern), Landkreis Erding, ist eine katholische Pfarrkirche. Sie steht als Baudenkmal unter Denkmalschutz.

## Geschichte
Die Kirche in Burgharting wird bereits in der Sunderndorfer Matrikel 1524 erwähnt.
Das heutige Bauwerk wurde um 1724 (am Chorbogen ersichtlich) anstelle des gotischen Vorgängers von Anton Kogler errichtet. 
Die Kirche St. Vitus war von jeher eine Filiale der Pfarrei Wambach (bei Neufraunhofen), erst 1923 wurde Burgharting zu einer eigenen Pfarrei erhoben.

## Baubeschreibung
Der Bau hat ein schön gegliedertes spätbarockes Äußeres. Die Kirche ist als Baudenkmal in der Liste der Baudenkmäler in Kirchberg (Oberbayern) aufgeführt und folgendermaßen beschrieben:
Saalbau mit eingezogenem Apsidenchor, Zwiebelturm und angefügter Sakristei, in spätbarockem Stil von Anton Kogler, 1723; mit Ausstattung

## Ausstattung
Die Ausstattung stammt vom Jahr 1724. Die Deckenfresken stammen vom Wartenberger Maler Franz Albert Aiglstorffer und veranschaulichen das Leben des Kirchenpatrons St. Vitus. Der Hochaltar-Bild von Johann Degler stellt das Martyrium des heiligen Vitus dar. Bemerkenswert sind die fast lebensgroßen Figuren am Hochaltar, besonders die Darstellung der Anna selbdritt. 
Eine umfassende Innenrestaurierung erfolgte 1951. Damals wurde auch der jetzige Tabernakel aufgestellt, der aus der Pfarrkirche Schönberg bei Neumarkt-St. Veit übernommen wurde. 
Erwähnenswert ist das Ölbergspiel im Hochaltar von 1724, das in nur noch wenigen Kirchen existiert. In der Fastenzeit wird das Ölbergspiel zwei- bis dreimal aufgeführt.